# (20973) 1981 EL2
A (20973) 1981 EL2 a Naprendszer kisbolygóövében található aszteroida. Schelte J. Bus fedezte fel 1981. március 2-án.